# Кашулин, Николай Александрович
Никола́й Алекса́ндрович Кашу́лин (род. 21 декабря 1956 года, Апатиты) — российский учёный-биолог, доктор биологических наук, профессор. Заместитель директора Института проблем промышленной экологии Севера Кольского научного центра РАН по научной работе, заведующий Лабораторией водных экосистем, заведующий Кафедрой биологии Экологического факультета Кольского филиала Петрозаводского государственного университета.

## Биография
Николай Кашулин родился 21 декабря 1956 года в городе Апатиты Мурманской области СССР. В 1973 году поступил на работу в Кольский научный центр РАН, а с 1975 года работал в должности лаборанта Горного института. В 1981 году закончил биологический факультет Петрозаводского государственного института, после чего в течение 9 лет являлся сотрудником управления Мурманрыбвода.
В 1989 году Николай Александрович поступил на работу в Институт проблем промышленной экологии Севера, где работал сначала учёным секретарём, затем заведующим лабораторией водных экосистем, а с 2001 года — заместителем директора по научной работе. Последнюю должность Кашулин Николай Александрович занимает и сейчас.
В 1994 году, закончив заочную аспирантуру в Институте эволюционной морфологии и экологии животных РАН им. А. Н. Северцова, Николай Кашулин защитил диссертацию по специальности ихтиология на тему «Реакция сиговых рыб на загрязнение субарктических водоемов тяжелыми металлами», став кандидатом биологических наук. Спустя 6 лет он стал доктором биологических наук, темой его докторской работы была «Ихтиологические основы биоиндикации загрязнения среды тяжелыми металлами».
Учёные звания — старший научный сотрудник с 1997 года, доцент с 2003 года, профессор с 2010 года. Николай Александрович — член ученого совета Института проблем промышленной экологии Севера, ОСУ Кольского научного центра и ОС Российской академии наук. Он занимается преподавательской деятельностью на кафедре биологии экологического факультета Кольского филиала Петрозаводского государственного университета.

## Награды
Президентским указом № 125 от 18 февраля 2006 года Николаю Александровичу было присвоено звание Заслуженного эколога Российской Федерации. Кроме того, 28 ноября 2008 года авторский коллектив, в состав которого, кроме Николая Кашулина, входили Владимир Даувальтер и Степан Сандимиров, был награждён поощрительным дипломом «Участник конкурса монографий и научных трудов, направленных на социально-экономическое и инновационное развитие Мурманской области» за монографию «Антропогенные изменения лотических экосистем Мурманской области».

## Работы
Николай Александрович Кашулин является автором и соавтором более 80 научных работ, в том числе 3 монографий и 54 статьей в журналах СССР, России и других стран. Среди основных публикаций биолога можно выделить следующие: «Рыбы пресных вод Субарктики как биоиндикаторы техногенного загрязнения» (1999 год), «Рыбы малых озер Северной Фенноскандии в условиях аэротехногенного загрязнения» (2004 год), «Антропогенные изменения лотических экосистем Мурманской области» (2005 год), Catalogye of Lakes in the Russian, Finnish and Norwegian Border Аrea (2008 год).
Главными направлениями работы профессора Кашулина являются ихтиология, экология Севера, биологическое разнообразие ихтиофауны Кольского полуострова и антропогенное воздействие на неё (в том числе — внедрение новых технологий в этой области).
Среди достижений Николая Александровича — исследование биоиндексации воздействия антропогенных факторов на пресноводные экосистемы края, открытие связи между собой показателей развития сига с величиной градиентных нагрузок тяжёлых металлов и многое другое.
Кроме того, Николаем Кашулиным разработан KOLANET — проект, в рамках которого была заново оснащена компьютерная база КНЦ, установлена локальная сеть с выходом в интернет и создан информационный центр Института проблем промышленной экологии Севера.
Лаборатория водных экосистем, под руководством Кашулина, занимается исследованиями и разработкой теоретических основ нормирования антропогенного воздействия на водные экосистемы области и палеоэкологической реконструкцией и прогнозом глобальных изменений природной среды и климата края. В лаборатории работает 19 научных сотрудников и 4 человека дополнительного персонала.

## Публикации
Ниже перечислены некоторые работы Николая Александровича Кашулина.
- Кашулин Н. А. Реакция сиговых рыб на загрязнение субарктических водоемов тяжелыми металлами // Автореф. диссерт. на соискание ученой степ. канд. биол. наук. М. 1994. 24 с.
- Кашулин Н. А., Решетников Ю. С. Накопление и распределение никеля, меди и цинка в органах и тканях рыб в субарктических водоемах, загрязняемых выбросами медно-никелевого комбината // Вопросы Ихтиологии, 1995, № 6.
- Кашулин Н. А., Амундсен П.-А., Сталдвик Ф., Попова О. А., Решетников Ю. С., Лукин А. А. Ответная реакция организмов рыб водоемов Кольского полуострова (Россия) на загрязнение их выбросами медно-никелевого комбината. В сб.: Проблема лососевых на Европейском Севере. Изд. КарНЦ РАН, 1998. С. 71-90.
- Кашулин Н. А., Лукин А. А., Амундсен П. А. Рыбы пресных вод субарктики как биоиндикаторы техногенного загрязнения. Апатиты: Изд-во КНЦ РАН, 1999. 142 с.
- Лукин А. А., Кашулин Н. А. Влияние водозабора большой мощности на рыбное сообщество субарктического водоема // Водные ресурсы, 23, № 5, 1996. С. 589—598.
- Лукин А. А., Даувальтер В. А., Кашулин Н. А., Раткин Н. Е. Влияние аэротехногенного загрязнения на водосборный бассейн озер Субартктики и рыб // Экология. 1998. № 2. С. 109—115.
- Кашулин Н. А. Рыбы малых озер Северной Фенноскандиив условиях аэротехногенного загрязнения. Апатиты: изд-во КНЦ РАН, 2004. 167 с. (12.3 уч.-изд. л.).
- Кашулин Н. А. Подходы к биоиндикации долговременных изменений качества вод озер Субарктики // Север — 2003: Проблемы и решения. Апатиты: изд-во КНЦ РАН. 2004. С. 124—136. (1.2 уч.-изд. л.).
- Кашулин Н. А., Даувальтер В. А., Кашулина Т. Г., Сандимиров С. С., Раткин Н. Е., Кудрявцева Л. П., Вандыш О. И., Мокротоварова О. И., Королева И. М. Антропогенные изменения лотических экосистем Мурманской области. Апатиты, изд. КНЦ РАН, 2005, ч. 1, 234 с.
- Amundsen P.A., Staldvik F.J., Lukin A.A., Kashulin N.A., Popova O.A., Reshetnikov Y.S. Heavy metal contamination in freshwater fish from the border region between Norway and Russia // The Science of the Total Environment, 1997, 201. P. 211—224.
- Kashulin N., Lukin A. Accumulation and Distribution of Nickel, Copper and Zinc in the Organs and Tissues of Fishes in Subarctic Waters// Jorn. of Ichthyology, 35 (9), 1995. P. 154—170.
- Kashulin N., Dauvalter V., Ratkin N., Lukin A. Impact of airborne pollution on the drainage area of subarctic lakes and fish // Chemosphere V 42/1. 2001. № 362, рр. 51-59.
- Moiseenko T.I., Kudrjavtseva L.P., Rodushkin I.V., Lukin A.A., Kashulin N.A., Dauvalter V.A. Airborne contaminants heavy metals and aluminium in the freshwater ecosystems on the Kola subarctic region, Russia Sci. Tot. Environ. 1994. 21 c.
- Moiseenko T.I., Kudrjavtseva L.P., Rodushkin I.V., LukinA.A., Kashulin N.A., Dauvalter V.A. Aiborne contaminants geavy metals and aluminium in the freshwater ecosystems on the Kola subarctic region, Russia. Sci. Tot. Environ. 160—161, 1995, p. 715—727.
- Moiseenko T.I., Kashulin N.A. Acidification and toxic Effect on surface waters of the Kola Peninsula: Consequences of its Industrialization // Arctic Opportunities Conference, Rovaniemi, Finland, 1996. P. 154—163.